# Liceo classico Luca de Samuele Cagnazzi
Il liceo classico Luca de Samuele Cagnazzi è un liceo classico di Altamura, tra i più antichi in Italia, con sede in piazza Zanardelli 30, a fianco della chiesa di San Domenico.

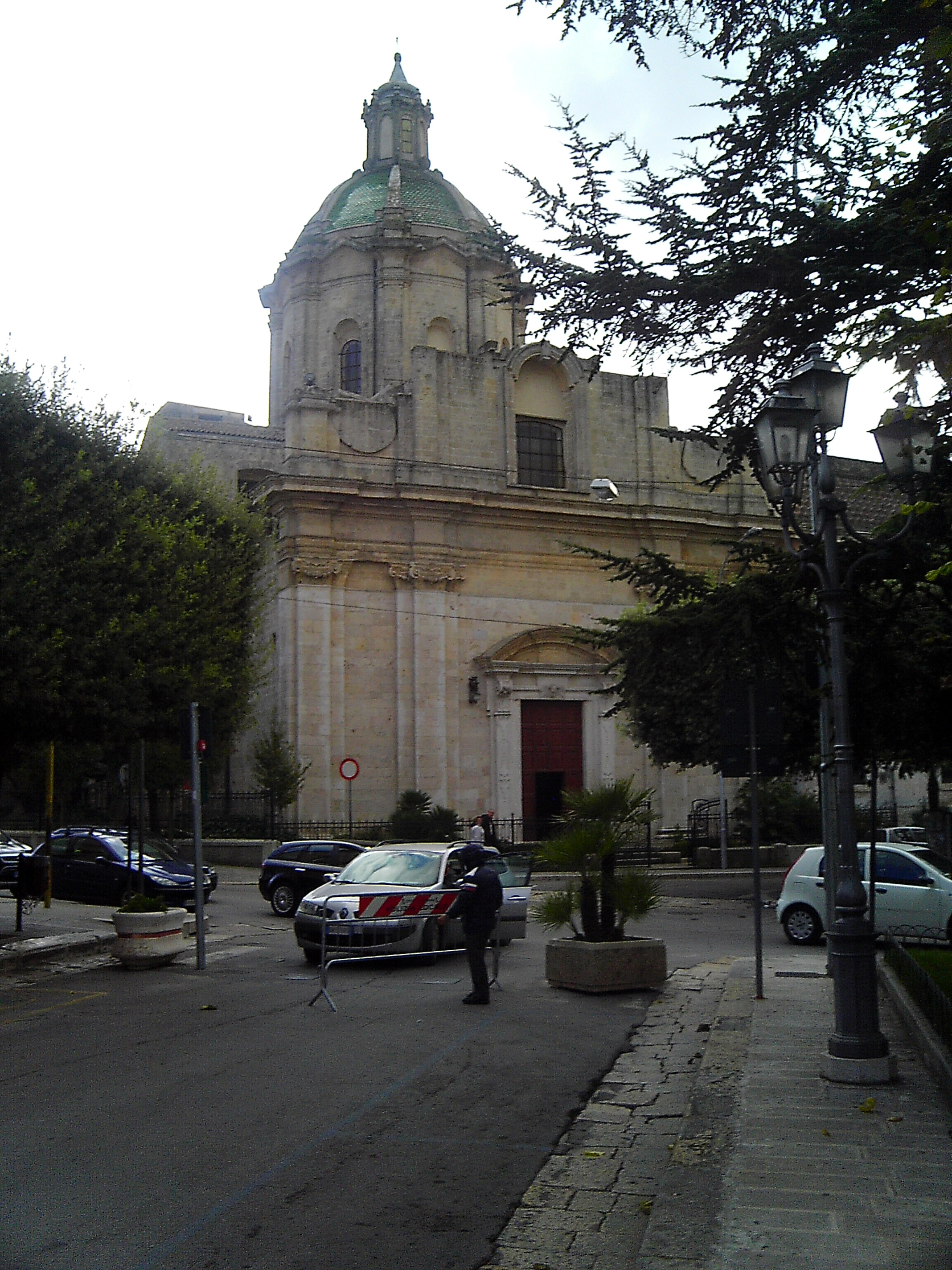
La Chiesa di San Domenico, situata accanto alla sede del liceo.

## Storia
La prima istituzione educativa legata storicamente al liceo è stata religiosa, e precisamente il collegio arcivescovile, che iniziò le sue attività nel 1857 grazie a Giovanni Domenico Falconi, vescovo della diocesi di Altamura e Acquaviva. In quei primi anni venne frequentato, tra gli altri, da Giuseppe Oronzo Giannuzzi.
Pochi anni dopo nacque un istituto tecnico ginnasiale di Altamura, ancora a carattere privato e nel marzo 1880 divenne collegio pareggiato e dedicato a Luca Cagnazzi de Samuele.
Divenne Regio Liceo Ginnasio con decreto statale il 27 luglio 1908.

## Sede
La sede è nell'ex-convento di San Domenico.

## Collezione di strumenti scientifici
Il liceo conserva un'importante collezione di antichi strumenti scientifici, alcuni dei quali risalirebbero al periodo di attività dell'Università degli Studi di Altamura e certamente una parte del materiale conservato è del XVIII secolo.

## Attività
Dal 1994 l'istituto organizza una rassegna internazionale di teatro classico e tale iniziativa, da quando è tornato agibile il teatro cittadino, si svolge in collaborazione col teatro Mercadante.

## Pubblicazioni
- A scuola con i falchi, Altamura, Torre di nebbia, 2011, ISBN 978-88-95911-25-0, OCLC 954737011.
- Vittoria Cafaro, Mimma Bruno et al., Gli strumenti della scienza: Liceo Cagnazzi: catalogo 1800-1900, Altamura, Torre di Nebbia, 2011, ISBN 978-88-95911-27-4, OCLC 956084123.

## Archivio Biblioteca Museo Civico
Al primo piano dell'ex convento c'è l'Archivio Biblioteca Museo Civico (A.B.M.C.).

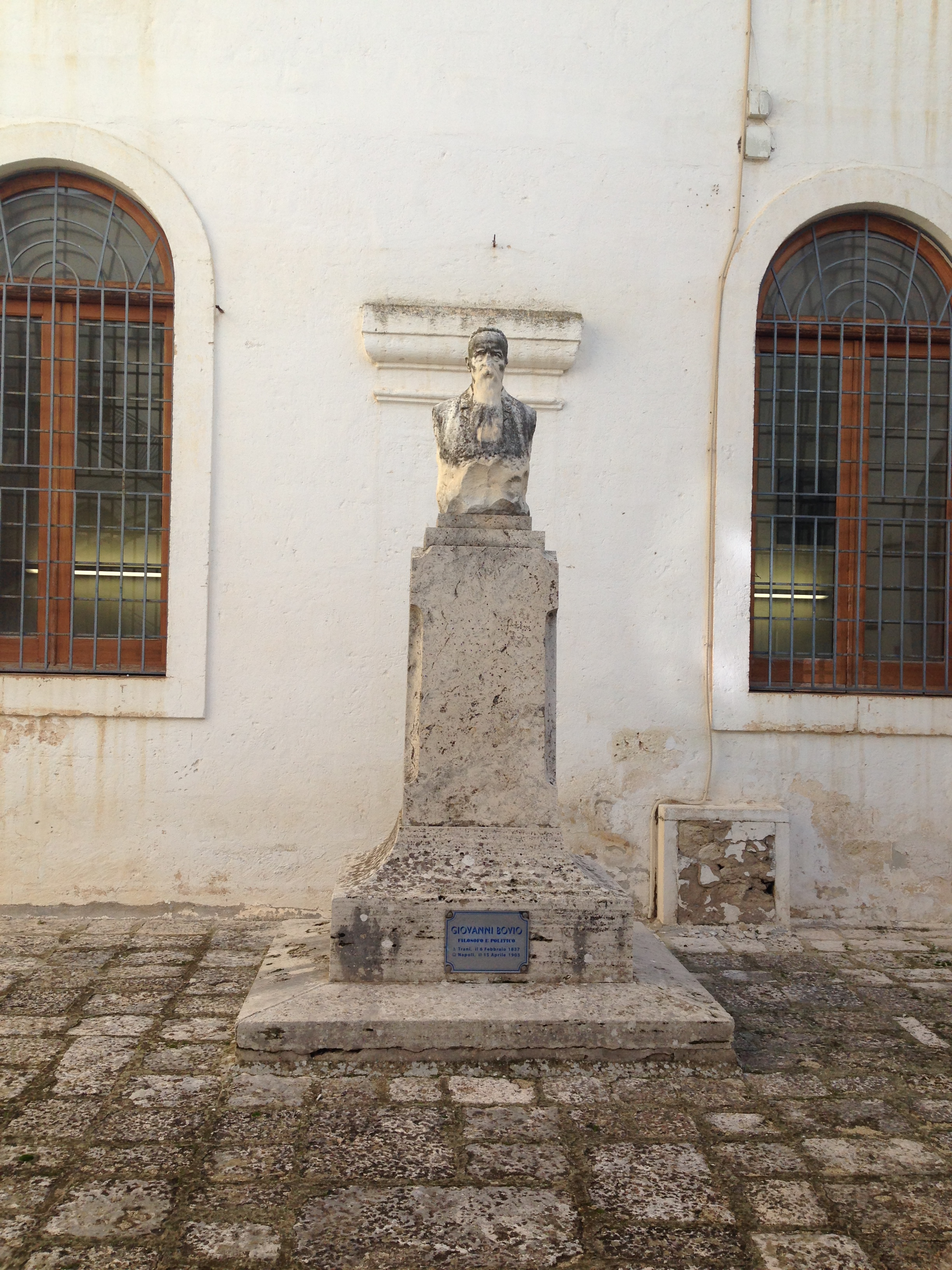
La statua di Giovanni Bovio situata all'ingresso della scuola